# Iosif Miladinov
Iosif Miladinov –en búlgaro, Йосиф Миладинов– (Plovdiv, 23 de junio de 2003) es un deportista búlgaro que compite en natación, especialista en el estilo mariposa.
Ganó una medalla de plata en el Campeonato Europeo de Natación de 2021, en la prueba de 100 m mariposa. Participó en los Juegos Olímpicos de Tokio 2020, ocupando el octavo lugar en la misma prueba.

## Palmarés internacional
| Campeonato Europeo | Campeonato Europeo | Campeonato Europeo | Campeonato Europeo |
| Año                | Lugar              | Medalla            | Prueba             |
| ------------------ | ------------------ | ------------------ | ------------------ |
| 2021               | Budapest (Hungría) | Medalla de plata   | 100 m mariposa     |